# Hygrophorus lucorum
Hygrophorus lucorum Kalchbr., 1874 è un fungo basidiomicete del genere Hygrophorus, a sua volta appartenente alla famiglia delle Hygrophoraceae.

## Descrizione
Il cappello è piuttosto carnoso, non igrofano, con un diametro di 2-6 cm e una forma conico-convessa, con il bordo rivolto verso il basso; diviene meno convesso con l'invecchiamento del carpoforo, fino ad essere lievemente depresso al centro; può avere un umbone piuttosto largo. La cuticola è di colore biancastro-giallognolo, con resti scagliosi del velo parziale; diviene più viscosa in caso di umidità elevata. Il colore del cappello va dal giallo limone al giallo scuro, con tonalità progressivamente più chiare verso il bordo del fungo.
Le lamelle sono piuttosto fitte e intercalate da lamelle secondarie; sono di lunghezza variabile, adnate o lievemente decorrenti al gambo. Sono di colore biancastro, con sfumature giallo limone; tendono a scurirsi o a diventare grigiastre negli esemplari più anziani.
Il gambo è lungo 4-7 cm e ha uno spessore di 0,7-1,2 cm; è di consistenza soda, un po' fibrosa e di forma cilindrica, con possibile lieve rigonfiamento verso la base. Diviene sempre più cavo con il maturare dell'esemplare. La superficie esterna è opaca e talvolta ricoperta da sottili fibrille; appiccicosa negli esemplari giovani, si secca con l'invecchiamento. Il gambo è inoltre privo di anello ed è bianco all'apice, diventando giallastro verso la base.
La carne di H. lucorum è molliccia, fibrosa nel gambo; ha un colore bianco o giallo pallido, lievemente più scuro sotto la cuticola; non è virante al taglio. L'odore del fungo, impercettibile negli esemplari giovani, acquisisce aromaticità con l'invecchiamento. Il sapore è tenue, dolce e gradevole.
Le spore sono lisce, traslucide, per lo più oblungo-ellissoidali e misurano 6,5-9 per 4-5,5 micron. La sporata di H. lucorum è bianca.

## Distribuzione e habitat
H. lucorum è un simbionte che forma micorrize con le radici degli alberi; cresce nelle foreste di conifere, soprattutto su terreni calcarei ed erbosi, quasi esclusivamente sotto i larici (ma è stato talvolta osservato anche sotto i pini). Tende spesso a fruttificare nelle vicinanze di esemplari di un altro fungo, Suillus grevillei, dove forma gruppi anche numerosi. Cresce anche in pianura, ma prevalentemente in collina e in montagna, tra agosto/settembre e novembre/dicembre.

## Commestibilità
Hygrophorus lucorum è un buon commestibile che si presta in cucina anche come cibo a sé, non solo come aggiunta ad un piatto di altri funghi. Eventuali muffe presenti sul fungo scompaiono completamente friggendo o facendo bollire i carpofori.